# راس النقيل (العدين)

تعديل مصدري - تعديل

راس النقيل محلة تابعة لقرية الاشبوط، التابعة لعزلة جبل بحري بمديرية العدين إحدى مديريات محافظة إب في الجمهورية اليمنية.، بلغ تعداد سكانها 100 حسب تعداد اليمن لعام 2004.